# 瓦尔佩德里
瓦尔佩德里是葡萄牙波尔图区的一个堂区。总面积6.31平方公里，总人口1501人，人口密度237.9人/平方公里。